# Šibeničník

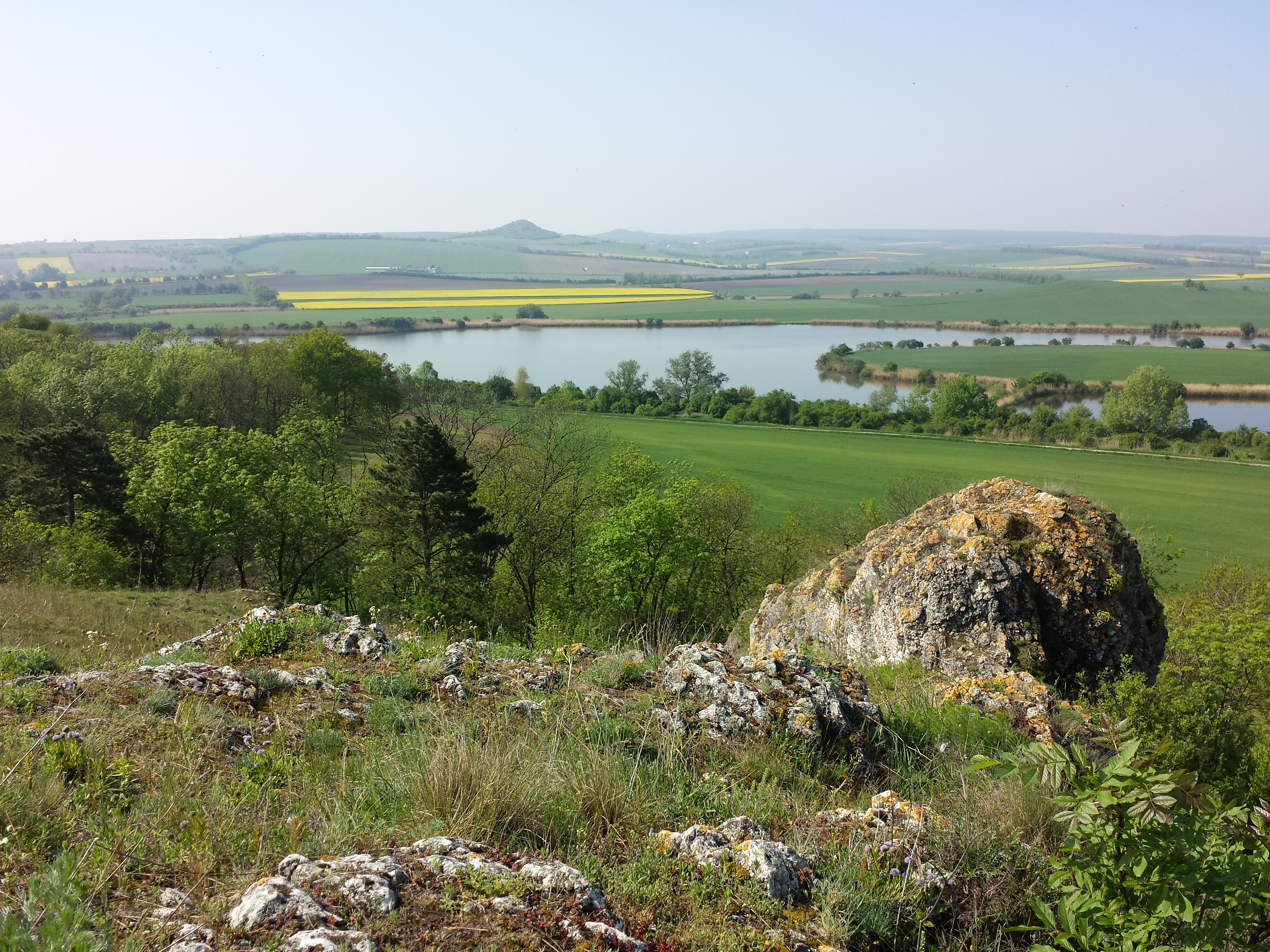
Blick vom Šibeničník Richtung Süden: im Vordergrund die Rasensteppe mit Kalksteinfelsen, im Hintergrund der Teich Šibeník sowie der Schweinbarther Berg

Der Šibeničník (deutsch: Galgenberg) südlich von Mikulov (deutsch: Nikolsburg) im Jihomoravský kraj in Tschechien ist eine zur Waschbergzone gehörige Kalkklippe, welche ein bedeutendes Naturreservat beherbergt. In diesem befindet sich das einzige Vorkommen des Steppen-Staudenhafers (Helictotrichon desertorum subsp. basalticum) in Mähren.

## Geographie
Der Šibeničník besteht aus zwei Hügeln und liegt rund zwei Kilometer südlich vom Zentrum von Mikulov und rund einen halben Kilometer von der entlang des Niklasgrabens führenden Staatsgrenze zu Österreich entfernt. Der nördliche Hügel Šibeniční vrch ist 238 m n.m. hoch und erhebt sich rund 40 Meter aus seinem flachen Umland. Der südliche Hügel ist knapp über 200 m n.m. hoch. Die Gipfel der Klippen und der obere Abschnitt ihrer Hänge sind unbewaldet und beherbergen eine Rasensteppe mit eingestreuten Kalksteinfelsen. Am Fuße sind die Hügel bewaldet. Rund 400 Meter östlich des Šibeničník verläuft in Nord-Süd-Richtung die Brünner Straße (Silnice 52 / E 461). Früher befand sich dort der Grenzübergang Drasenhofen, dessen Abfertigungsgebäude noch vorhanden sind. Südwestlich am Fuße des Galgenbergs befindet sich ein großer Fischzuchtteich, der Šibeník (Galgenteich).

## Geologie
Der Šibeničník ist Teil der Waschbergzone, einem geologischen Streifen, der sich vom Waschberg (388 m ü. A.) und Michelberg (409 m ü. A.) bei Stockerau über die Leiser Berge (491 m ü. A.), die Staatzer Klippe (332 m ü. A.), den Schweinbarther Berg (337 m ü. A.) und eben den Šibeničník bis zu den Pollauer Bergen (554 m n.m.) erstreckt. Die Zone entstand, als zwei geologische Einheiten – die Molassezone und das Wiener Becken – im Zuge der Alpidischen Gebirgsbildung im unteren Miozän vor rund 17 Millionen Jahren aufeinander geschoben wurden. Dabei wurden autochthone Gesteine aus dem Untergrund abgeschürft, an die Oberfläche befördert und „schwimmen“ nun sozusagen in der umgebenden mergeligen Klippenhülle ohne eine Verbindung zum kristallinen Untergrund zu besitzen (Durchspießungsklippen). Da die Kalkgesteine härter als die Hülle sind, wurden sie durch Verwitterung freigelegt und bilden markante Landschaftselemente.
Der westliche Teil des Šibeničník besteht aus Mergelkalk der Klentnitz-Formation, welcher im Oxfordium bis Tithonium entstand. Der östliche Teil hingegen wird aus organodetritischem Kalkstein der Ernstbrunn-Formation gebildet, welche aus dem Tithonium stammt.

## Natur
Das Vorkommen des Steppen-Staudenhafers (Helictotrichon desertorum subsp. basalticum, Syn: Avenastrum desertorum) am Galgenberg wurde am 28. Mai 1912 vom tschechischen Botaniker Josef Podpěra entdeckt. Das Vorkommen befindet sich am Westhang des nördlichen Hügels, der den austrocknenden Winden am stärksten ausgesetzt ist. Die hier auftretende Unterart des Steppen-Staudenhafers hat ihr Hauptverbreitungsgebiet in Osteuropa (Belarus, Westsibirien, Turkestan, Südrussland bis Ostgalizien). Weitere westlich vorgelagerte Vorkommen befinden sich in Niederösterreich – unweit des Šibeničník entfernt – in der Kaller Heide sowie südlich der Donau in den Hainburger Bergen. Das Verbreitungsgebiet der gesamten Art, die auch als Zierpflanze kultiviert wird, reicht bis nach Zentralasien.
Anfang des 20. Jahrhunderts wurde damit begonnen den Galgenberg mit Rot-Föhren und Eschen aufzuforsten, wodurch das seltene Vorkommen des Steppen-Staudenhafers beinahe vernichtet worden wäre. Den österreichischen Botanikern August Ginzberger und Alois Teyber gelang es den damaligen Bürgermeister von Nikolsburg, Alois Winter, vom naturschutzfachlichen Wert des Gebiets zu überzeugen. Am 21. November 1912 fasste der Gemeinderat von Nikolsburg den Beschluss die Aufforstung zu stoppen und die bereits am Hügel aufgestockten Bäume wieder umzuschneiden oder zu versetzen. Lediglich am Fuße der Kuppe verblieb eine Aufforstung, die den Steppen-Staudenhafers jedoch nicht beeinträchtigt. 1946 wurde vom tschechischen Staat am Šibeničník ein 3,38 Hektar großes Naturreservat eingerichtet. Dieses ist Teil des Landschaftsschutzgebiets Pálava.
Der Šibeničník wird von einer pannonischen Rasensteppe bedeckt, die dem Verband Astragalo-Stipetum zuzurechnen ist. Als Gefäßpflanzenarten trifft man neben dem sehr seltenen Steppen-Staudenhafer u. a. Wiesen-Kuhschelle (Pulsatilla pratensis), Steppen-Wolfsmilch (Euphorbia seguieriana), Baden-Rispe (Poa badensis), Berg-Steinkraut (Alyssum montanum), Frühlings-Adonis (Adonis vernalis), Ästig-Leinblatt (Thesium ramosum), Hochstiel-Kugelblume (Globularia bisnagarica), Weiche Silberscharte (Jurinea mollis), Klein-Wiesenknopf (Sanguisorba minor), Ohrlöffel-Leimkraut (Silene otites), Borsten-Miere (Minuartia setacea), Berg-Gamander (Teucrium montanum) und Meergrün-Sesel (Seseli elatum agg.) an. Ginzberger berichtete zudem von einem Vorkommen des seltenen Knollen-Brandkrauts (Phlomis tuberosa). An Vogelarten können Baumpieper, Wendehals und Pirol beobachtet werden. Zudem konnten 17 Landschneckenarten gefunden werden, darunter die Wulstige Zylinderwindelschnecke, welche bisher von nur drei Fundorten in Tschechien bekannt ist.

## Bilder

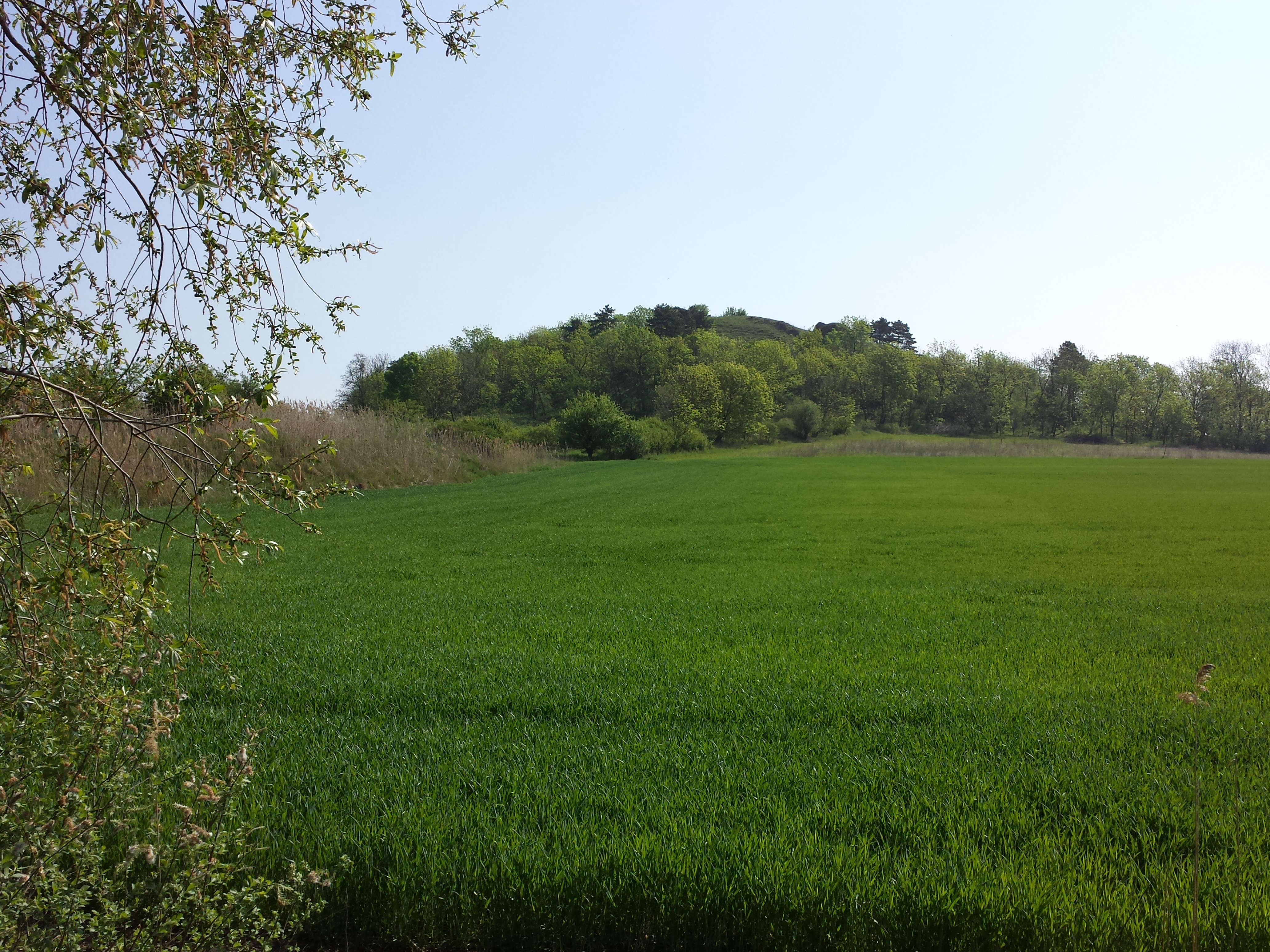
Der nördliche Hügel von Westen aus gesehen. Am Fuße des Hügels befindet sich ein Feuchtgebiet.
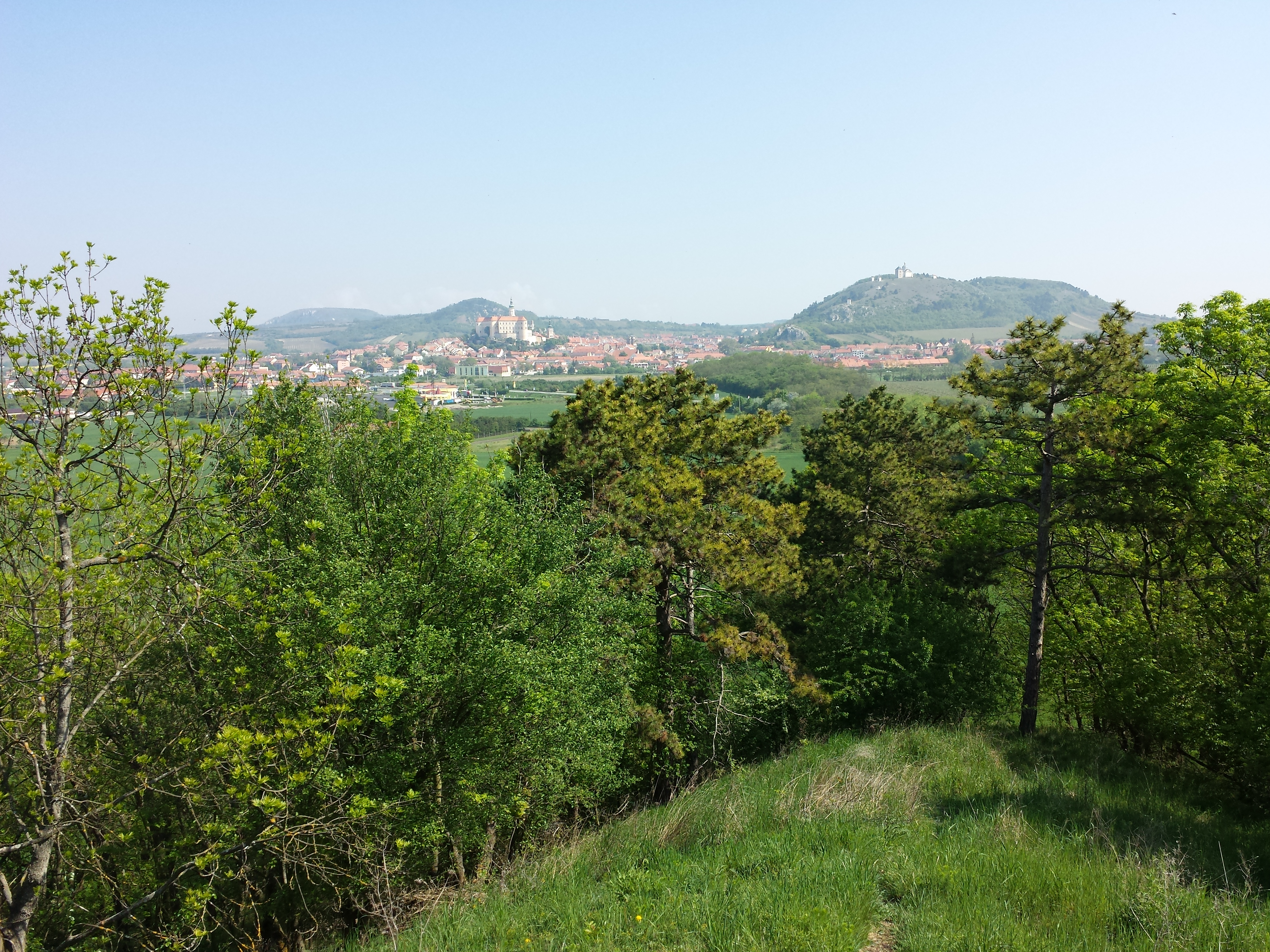
Blick vom Šibeničník nach Norden in Richtung Mikulov und Svatý kopeček u Mikulova.
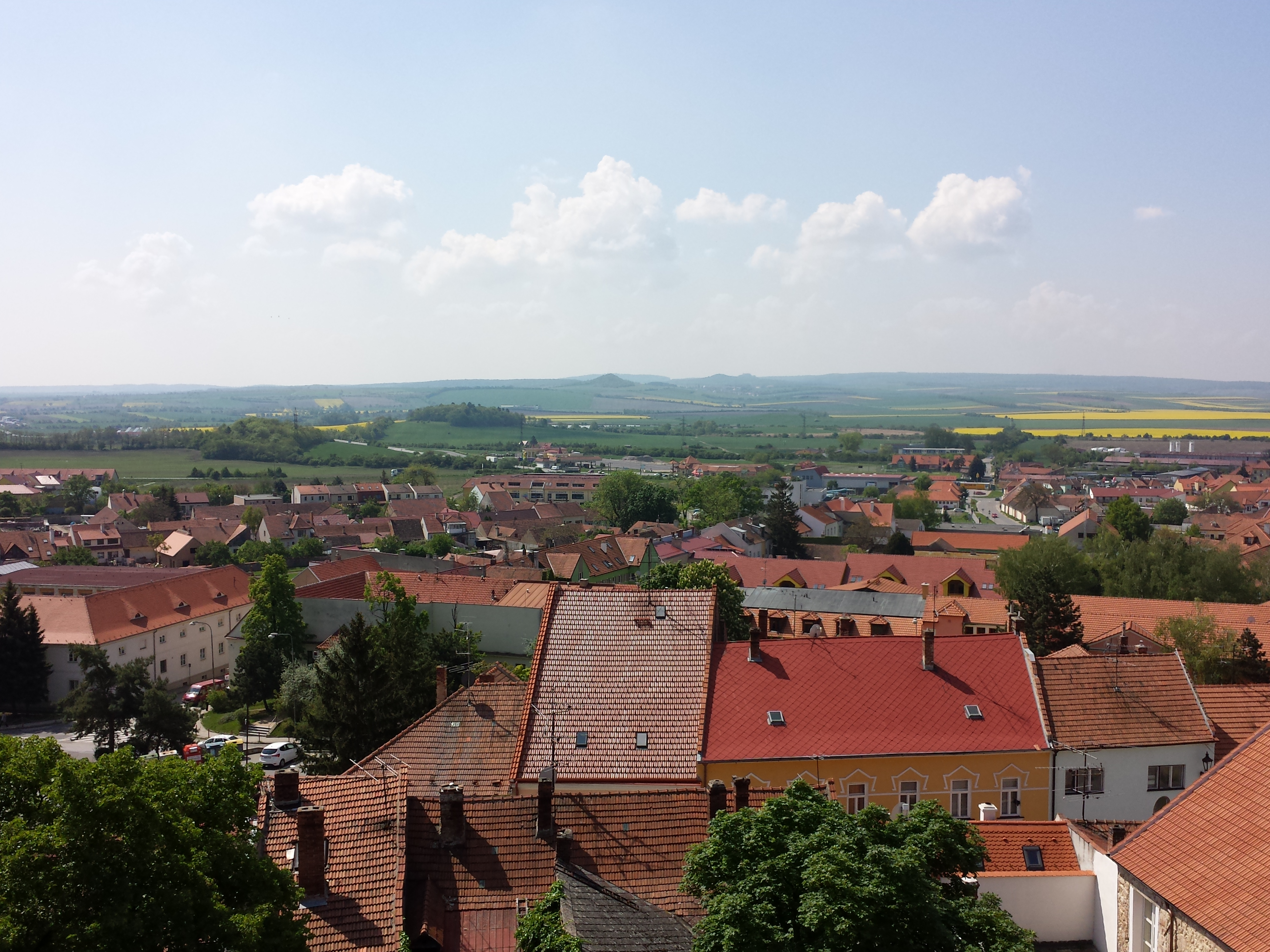
Blick von der Terrasse von Schloss Mikulov auf den Galgenberg (etwas links der Mitte). Rechts dahinter erkennt man weitere Klippen der Waschbergzone.
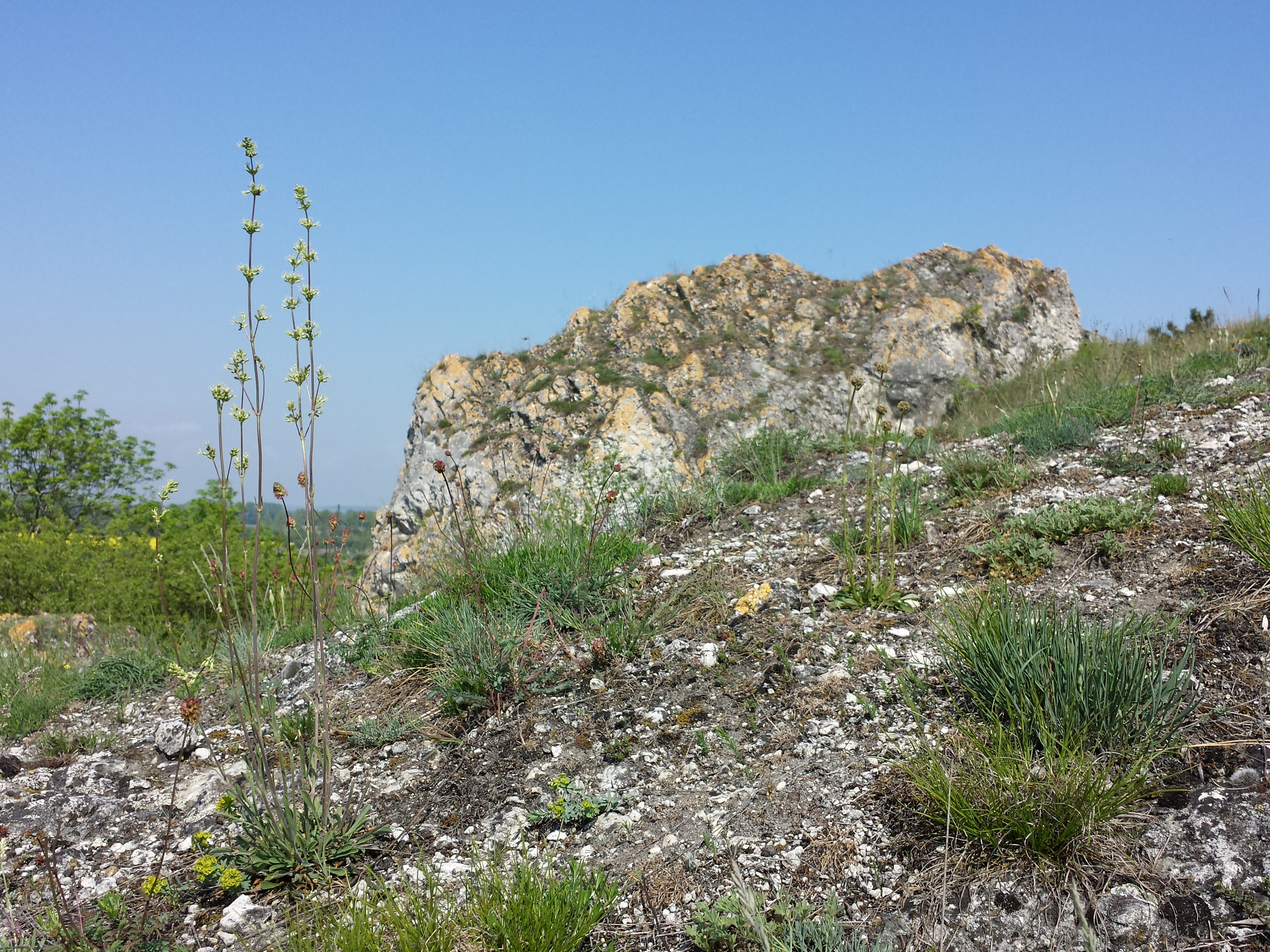
Auf der Rasensteppe treten u. a. Ohrlöffel-Leimkraut (Silene otites), Hochstiel-Kugelblume (Globularia bisnagarica), Steppen-Wolfsmilch (Euphorbia seguieriana) und Klein-Wiesenknopf (Sanguisorba minor) auf.
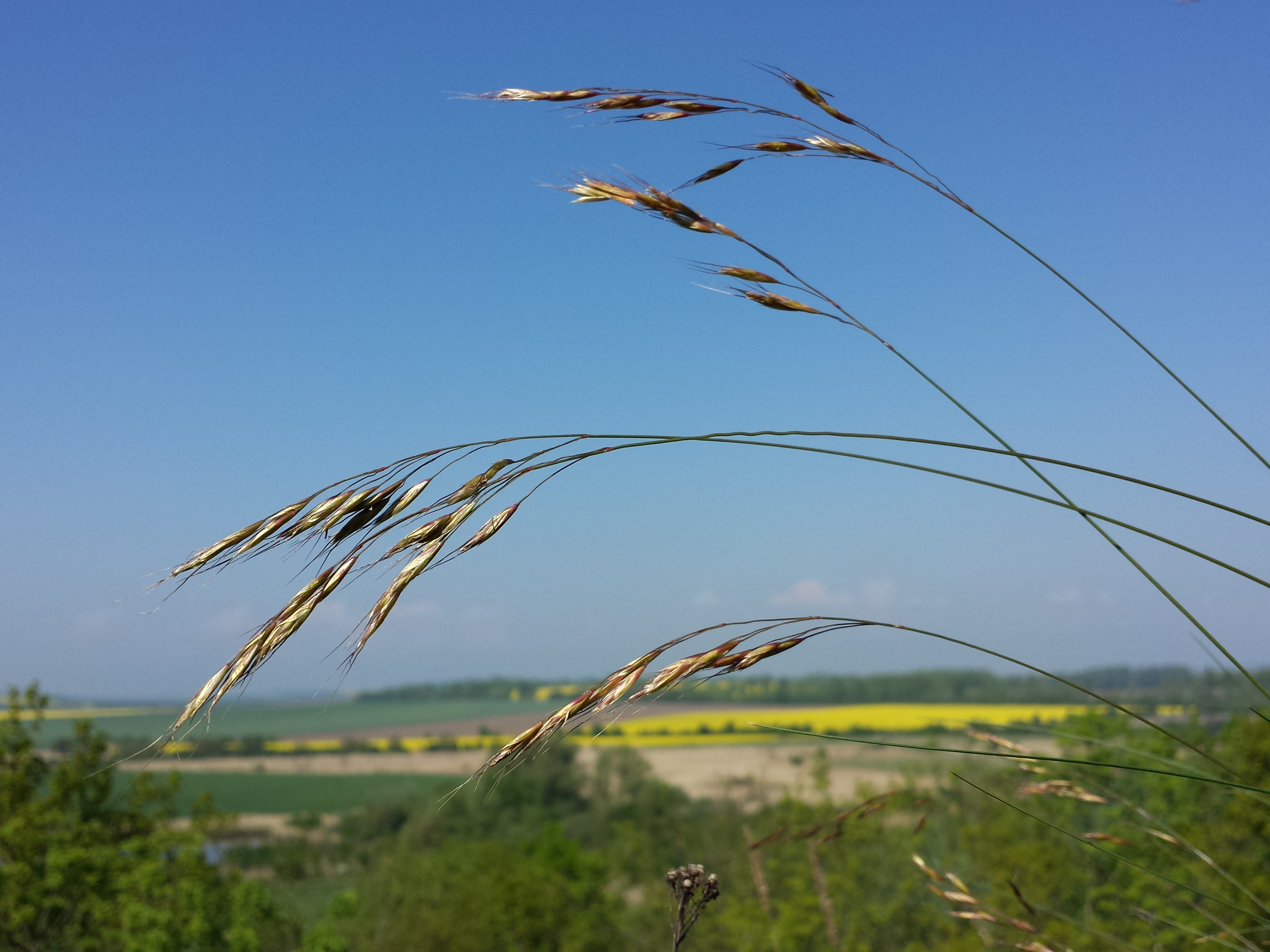
Ähren des in Tschechien vom Aussterben bedrohten Steppen-Staudenhafers  (Helictotrichon desertorum subsp. basalticum).
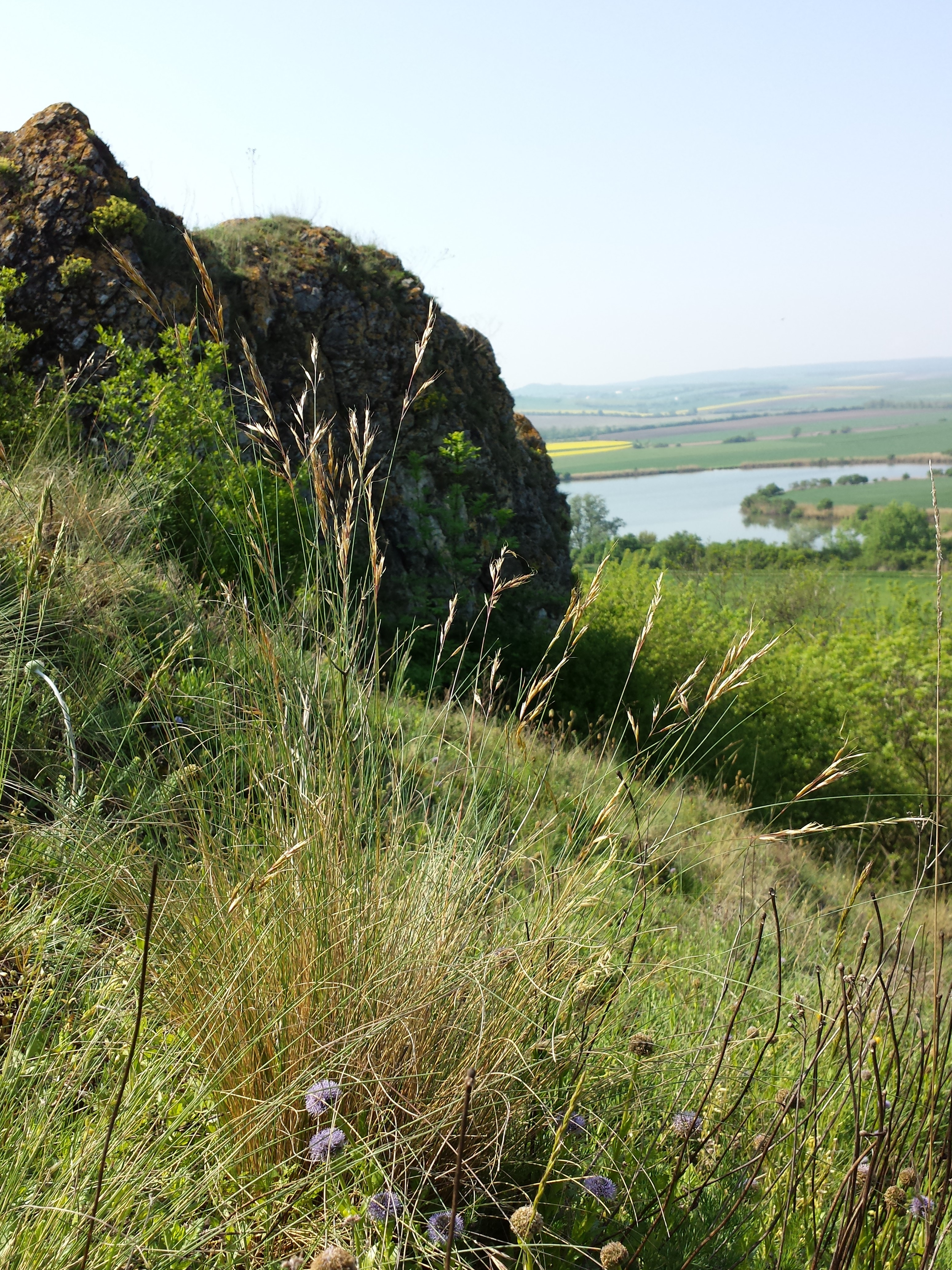
Habitus des Steppen-Staudenhafers.
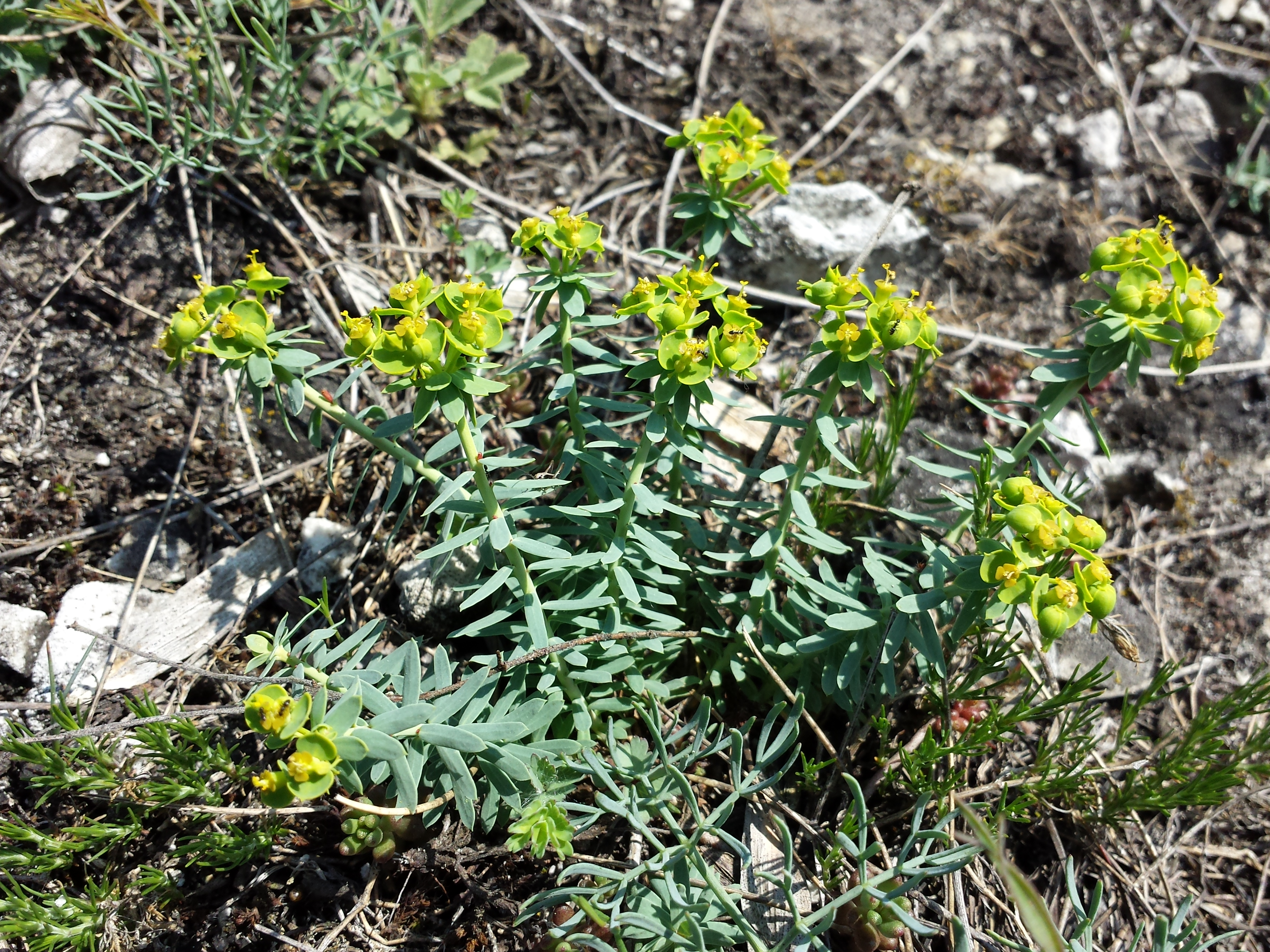
Die Steppen-Wolfsmilch (Euphorbia seguieriana) ist ein typischer Bewohner von Rasensteppen über Fels.
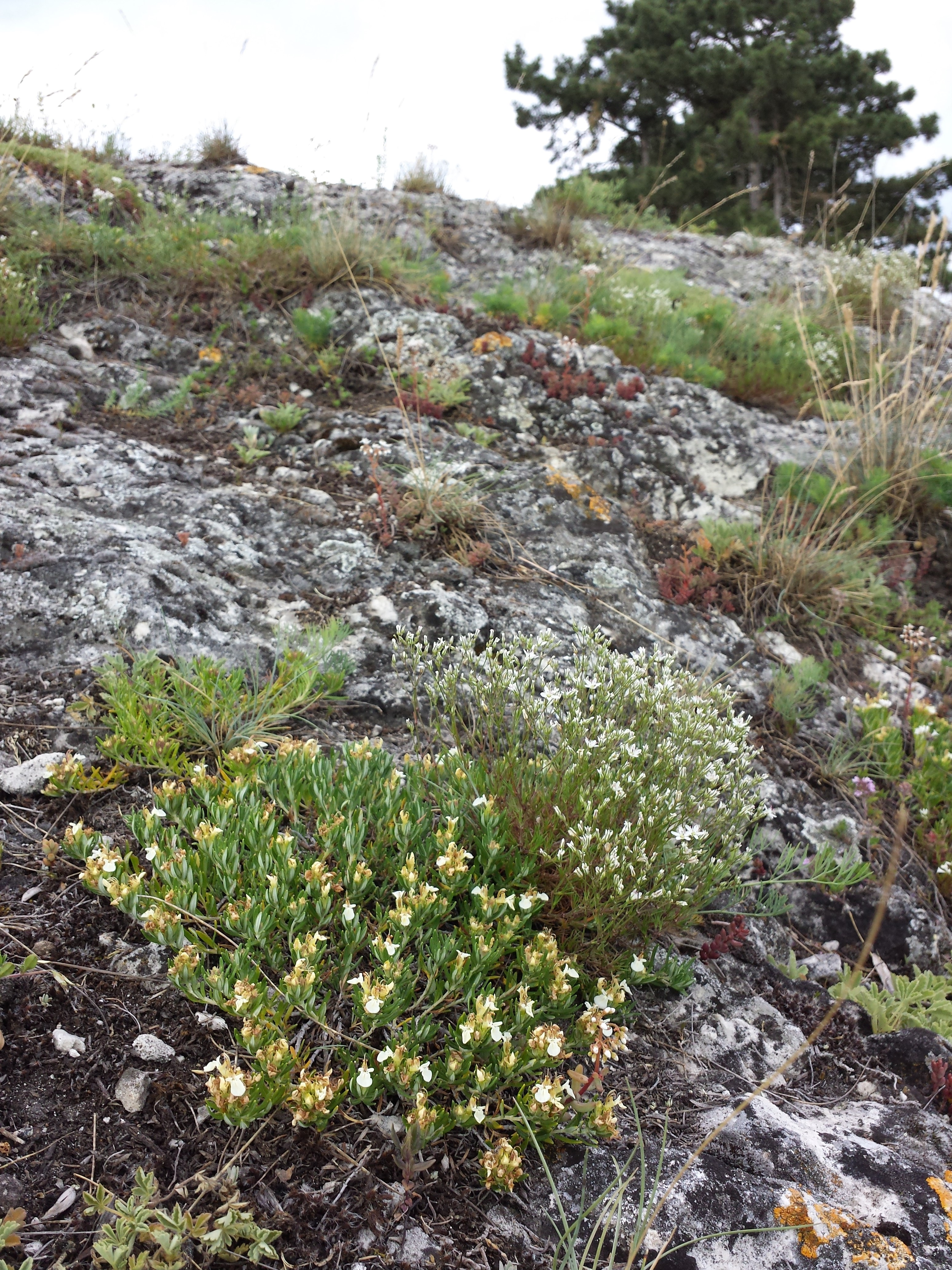
Berg-Gamander (Teucrium montanum) und Borsten-Miere (Minuartia setacea) besiedeln die Karbonat-Felssteppe.
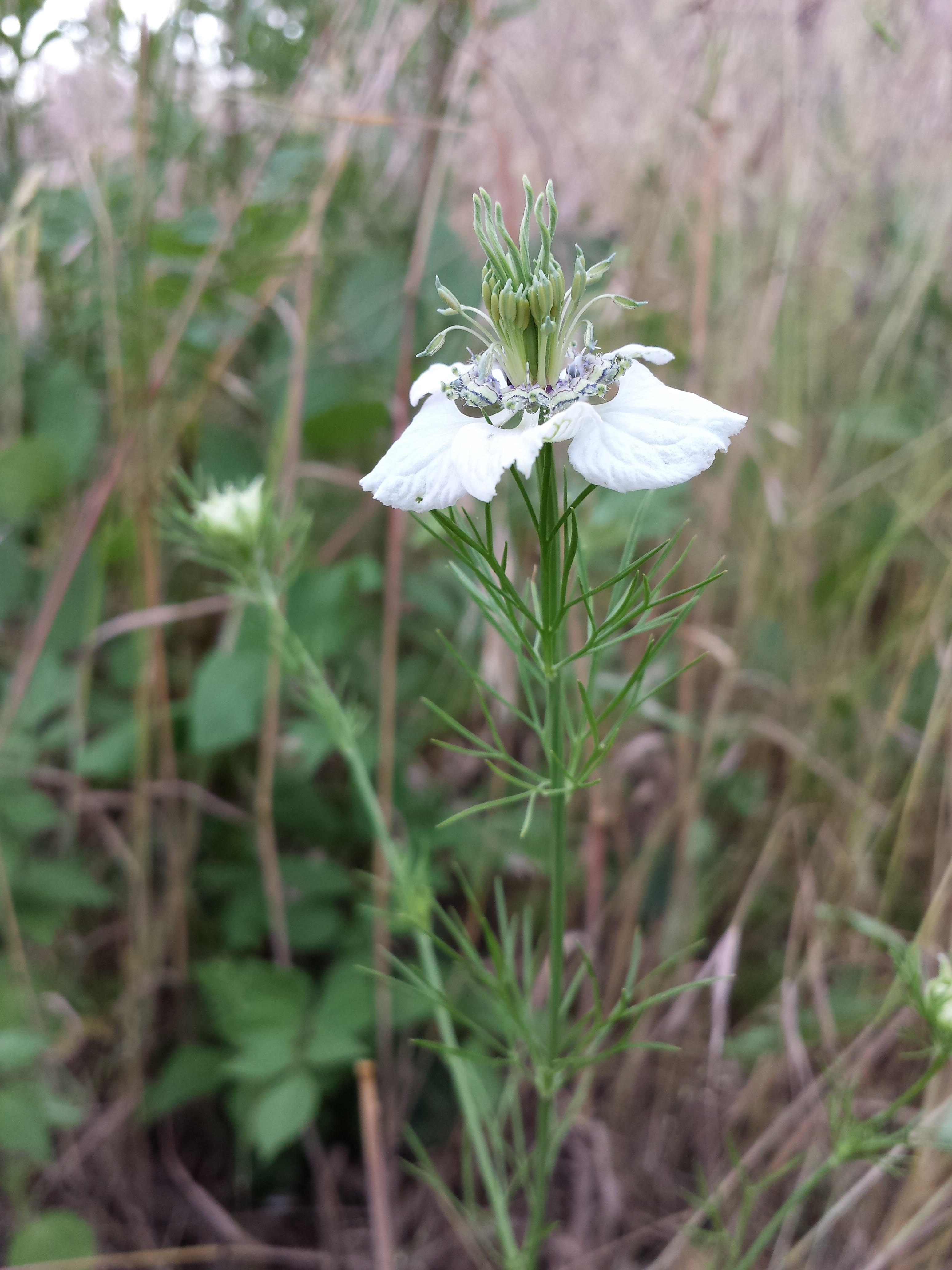
Auf den Brachen am Fuße der Klippen findet man Segetalpflanzen wie den seltenen Acker-Schwarzkümmel (Nigella arvensis).